# Абдул-Мухсин ибн Абдул-Азиз Аль Сауд
Абдул-Мухсин ибн Абдул-Азиз Аль Сауд  (араб. عبد المحسن بن عبد العزيز آل سعود‎ 1925 — 10 мая 1985) — саудовский принц и государственный деятель, эмир Медины и министр внутренних дел Саудовской Аравии.

## Биография
Родился в 1925 году в семье короля Абдул-Азиза и Джавхары бинт Саад ас-Судайри. Был 13-м или 14-м сыном Абдул-Азиза. Получил образование в школе принцев в Эр-Рияде.
Имел двух старших родных братьев — принца Саада (1915—1993)  и принца Мусаида (1923—2013) — и сестру Аль Бандари бинт Абдель Азиз (ум. 2008).
С 1960 по 1961 годы был министром внутренних дел Саудовской Аравии. В 1965 году назначен эмиром Медины за время его пребывания на посту эмира в Медине открылась телевизионная станция и были построены дороги.
Принц умер 10 мая 1985 года в Эр-Рияде.

## Семья
Был женат 8 раз, имел 12 детей. 
Его старший сын, принц Сауд (род. 1947) — эмир Хаиля (1999—2017), c 2021 года посол Саудовской Аравии в Португалии.
Его второй сын, принц Бадр (1949—2024) — поэт, президент Саудовского общества культуры и искусства.